# David Parsons
David Parsons (16 giugno 1944 – Wellington, 15 febbraio 2025) è stato un compositore neozelandese di musica new age.

## Biografia
Parsons si avvicinò alla musica a diciannove anni, iniziando come batterista nei primi anni sessanta. Nel 1965, dopo aver assistito ad un concerto di Ravi Shankar decise di abbandonare la batteria e dedicarsi allo studio del Sitar. Nel 1974 si trasferì in India per approfondire lo studio dello strumento assieme alla maestra Krishna Chakravarty, per poi tornare in Nuova Zelanda a fine 1975 per lavorare presso la National Film Library. A fine anni settanta inizia a comporre, con l'ausilio di un sintetizzatore, brani elettronici fortemente influenzati dalla space music di Klaus Schulze  e dalla musica indiana e tibetana. Questi primi brani, inizialmente pubblicati in cassette autoprodotte, sono stati poi raccolti nel 1980 nel mini-album d'esordio Sound of the Mother Ship prodotto dalla Fortuna Records,  piccola etichetta indipendente californiana. L'album di esordio e il successivo Tibetan Plateau (1982) trovarono un buon riscontro sia di critica che di pubblico presso gli appassionati del genere new age, grazie soprattutto agli originali suoni indo/tibetani che arricchivano le composizioni di Parsons Entrambi gli album sono stati ripubblicati in formato CD nel 1991.
A metà degli anni ottanta la Fortuna Records fu acquistata dall'etichetta discografica Celestial Harmonies, con la quale Parsons pubblicherà il successivo Himalaya (1989). Nel 1990 Parsons pubblica l'ambizioso doppio album Yatra, che si presenta come un lungo "documentario sonoro" sulla vita delle popolazioni indiane e tibetane. Dopo la pubblicazione di Dorje Ling nel 1992, Parsons decide di abbandonare temporaneamente l'attività di compositore e dedicarsi a quella di etnomusicologo con lunghi viaggi in Asia e Medio Oriente per la registrazione di una raccolta di 17 album dedicata alla Musica Islamica (Music of Islam vol 1-17, Celestial Harmonies).
A fine anni novanta torna a comporre due nuovi album, Ngayo Gamelan e Shaman, in cui si fanno sentire le nuove influenze mediorentali assimilate durante gli anni di studio della musica islamica. I primi anni del nuovo millennio sono anche il suo periodo più prolifico con l'uscita di Parikrama (2000), Maitreya: The Future Buddha (2002), Vajra (2004) e Inner Places (2005), oltre alla prima raccolta In Retrospect: 1980-2003.
Fra il 2008 e il 2010 pubblica la tetralogia di album  Surya, Earthlight, Jyoti e Akash in cui per la prima volta abbandona completamente gli strumenti tradizionali e compone brani interamente generati con sintetizzatore. I suoi successivi Stupa (2013) e Puja (2016), pubblicati dalla gterma Records, proseguono sulla strada tracciata dagli album precedenti.

## Discografia

### Album
- 1980 - Sound of the Mother Ship
- 1982 - Tibetan Plateau
- 1989 - Himalaya
- 1990 - Yatra
- 1992 - Dorje Ling
- 1999 - Ngaio Gamelan
- 1999 - Shaman
- 2000 - Parikrama
- 2002 - Maitreya: The Future Buddha
- 2004 - Vajra
- 2004 - In Retrospect: 1980-2003
- 2005 - Inner Places
- 2008 - Surya
- 2008 - Earthlight
- 2009 - Jyoti
- 2010 - Akash
- 2013 - Stupa
- 2016 - Puja
- 2018 - Atmanaut
- 2019 - Chakra

### Raccolte
- 1991 - Tibetan Plateau + Sounds Of The Mothership
- 2004 - In Retrospect 1980 - 2003